# USS Decatur (DD-341)
Za druga plovila z istim imenom glejte USS Decatur.
USS Decatur (DD-341) je bil rušilec razreda Clemson v sestavi Vojne mornarice Združenih držav Amerike.
Rušilec je bil poimenovan po pomorskem častniku Stephenu Decaturju mlajšemu.

## Zgodovina
Za zasluge med drugo svetovno vojno je bil rušilec odlikovan z dvema bojnima zvezdama.
28. julija 1945 je bil rušilec izvzet iz aktivne sestave, bil 13. avgusta 1945 odstranjen iz seznama plovil Vojne mornarice ZDA in bil 30. novembra 1945 prodana za razrez.